# Lepidomuricea spicata
Lepidomuricea spicata är en korallart som först beskrevs av Thomson och Henderson 1906.  Lepidomuricea spicata ingår i släktet Lepidomuricea och familjen Plexauridae. Inga underarter finns listade i Catalogue of Life.